# اگوگو، غنا
اگوگو، غنا (به لاتین: Agogo, Ghana) یک منطقهٔ مسکونی در غنا است که در Ashanti واقع شده‌است.

## خصوصیات
اگوگو ۲۸٬۲۷۱ نفر جمعیت دارد و ۳۹۶ متر بالاتر از سطح دریا واقع شده‌است.